# Małżeństwo przy latarniach

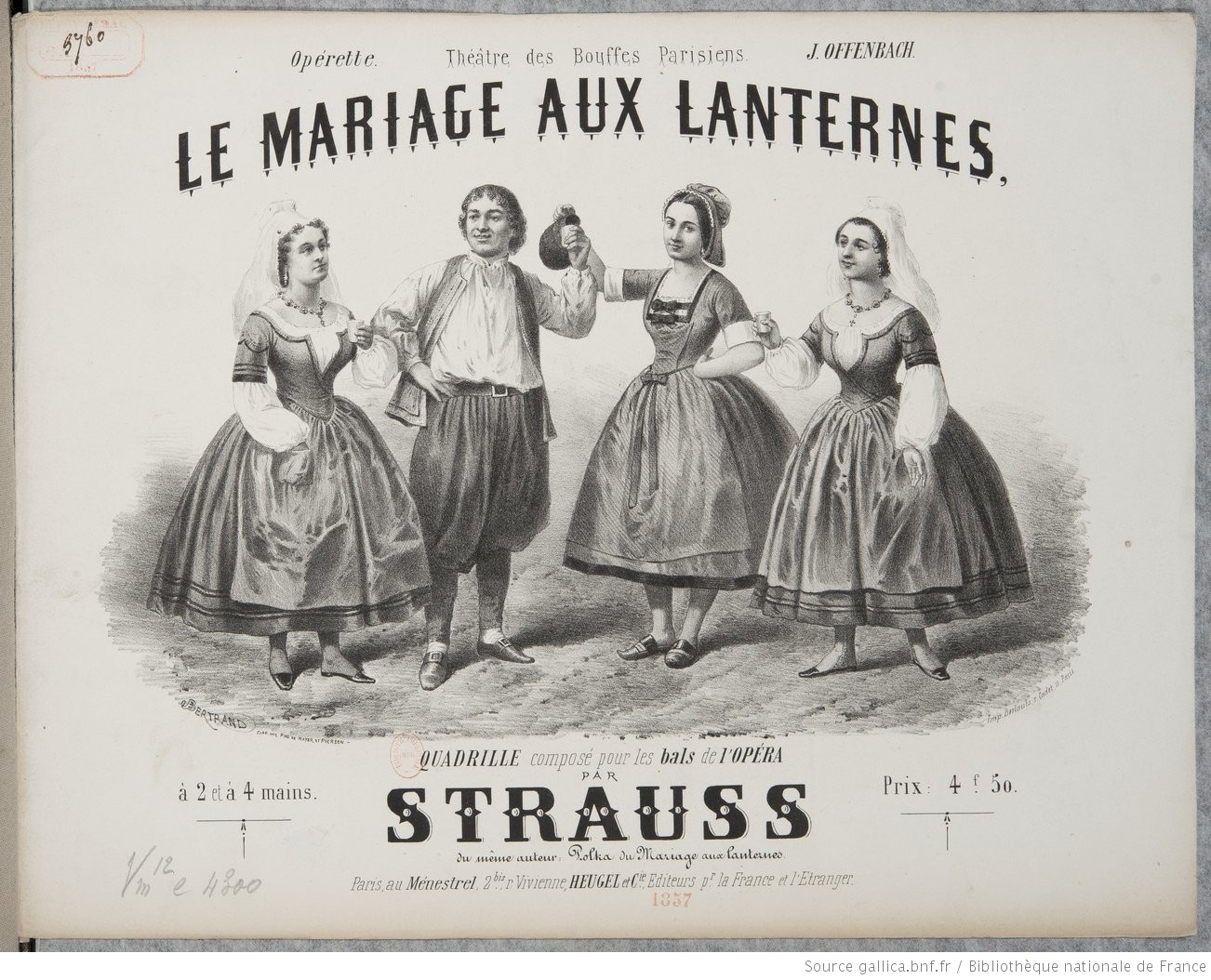
Afisz teatralny

Małżeństwo przy latarniach (również Zaręczyny przy latarniach, fr. Le Mariage aux lanternes) – wodewil Jacques’a Offenbacha w jednym akcie. Libretto zostało napisane przez Léona Battu i Michela Carré. Prapremiera odbyła się w Paryżu w dniu 10 października 1857. Premiera polska odbyła się w Warszawie 20 marca 1859.

## Treść utworu
Akcja utworu rozgrywa się na wsi a bohaterami są wieśniacy: młody dzierżawca Guillot (w niektórych polskich przedstawieniach Piotr lub Stefan), jego osierocona kuzynka Denise (w niektórych polskich przedstawieniach Anusia lub Liza) oraz dwie młode wdówki Fanchette i Catherine. Guillot jest opiekunem swojej osieroconej kuzynki Denise, w której do szaleństwa się zakochał. Nie ma jednak pewności, czy ona go zechce. Aby ukryć te uczucia traktuje ją w sposób oschły i surowy. Tymczasem dwie wdówki, Fanchette i Catherine planują ponowne zamążpójście. Udają jedna przed drugą, że nie biorą pod uwagę Guillota. Guillot tymczasem otrzymuje list od wuja, któremu zwierzał się z trudności finansowych. Wuj zapowiada, że przekaże mu wielki skarb, który znajdzie pod wielkim dębem w ogrodzie, gdy rozlegnie się nieszporny dzwon. Szczęśliwy Guillot zaprasza obie wdówki na szklaneczkę wina za zdrowie wuja. Denise pozostaje sama - w tajemnicy i ona jest zakochana w swoim opiekunie, nie wierzy jednak by mogła kiedykolwiek liczyć na wzajemność. Denise otrzymuje list od wuja, który zaleca jej zamążpójście i obiecuje, że wystara się o odpowiedniego kandydata: Denise ma na niego oczekiwać na ławeczce pod wielkim dębem w ogrodzie. Wprawdzie Denise nie chce żadnego kandydata, jednak w poczuciu beznadziei udaje się pod dąb, gdzie znużona codzienną pracą usypia. Wtedy do ogrodu wchodzi Guillot w towarzystwie dwóch wdówek z latarniami i poszukują skarbu. Gdy wyjmuje z rąk śpiącej Denise list uświadamia sobie, że to ona jest obiecanym skarbem.